# Schóbert Norbert
Schóbert Norbert, születési nevén Horváth Ferenc Norbert (Budapest, 1971. április 16. – ) magyar fitneszedző, üzletember. Nevéhez fűződik a Norbi Update termékcsalád és életmód-program kifejlesztése és elterjesztése.

## Életpályája
Apja Bauer Sándor, zsidó származású fotóművész, anyja Horváth Judit. Ő maga már iskoláskorában Schóbert Ferenc Norbert néven volt ismert.

### Családja
2002-ben feleségül vette Rubint Réka aerobicedzőt. Három gyermekük született: Lara 2003-ban, Norbert 2005-ben és Zalán 2011-ben. 

## Díjai, elismerései
- 2002 – Progresszív Szakmai díj, az év üzleti ötletéért
- 2004 – A Norbi titok 2. (1 év alatt 60.000 példányban kelt el)
- 2004 – A varázskódok titkai
- 2006 – A nagy kalóriahazugság
- 2005 – Progresszív Szakmai Díj, az év partnerkapcsolata
- 2006 – Fitness szakma „Prima primissima” díj, a Presenter of the Year
- 2008 – ernyődíj, mely egyben életműdíj
- 2008 – DrNatura Egészség Világdíj (Denver, USA)
- 2009 – Magyar Obezitológiai és Mozgásterápiás Társaság, egészséges életért díj
- 2012 – Termékdíj (Update1)
- 2015 – Miniszteri kitüntetés az egészséges életmód terjesztéséért[3]

## Könyvei
- 100 kérdés a fitneszről; Stardust, Bp., 2002
- A Norbi titok. Az update módszer (2004)
- A Norbi titok 2. (2004)
- A karcsúság receptjei (2005)
- Update 1. Étel és mozgás receptkönyv; fotó Balázs István, Karizs Tamás; Norbi.hu Kft., Bp., 2005
- A varázskódok titkai. Életmódprogram gyerekeknek (2006)
- Vallomás – Amit eddig nem mertem elmondani (2007)
- Révész Beatrix–Schobert Norbert: Fogyj sütivel! Norbi update 1; Norbi Update Zrt., Bp., 2007
- -10 kiló/hó. Gyors Update 1 program; Norbi Update, Bp., 2007
- Norbi update. Minden, amit a fogyásról tudok; összevont, bőv. kiad.; Norbi Update, Bp., 2007
- Norbi – az utolsó titok. A legerősebb fogyáskód; Update Zrt., Szentendre, 2009
- A kövér ember nem bűnös (2010)
- Norbi titok újratöltve – 7 év tapasztalatával, receptekkel bővítve (2011)
- Mínusz 100 kg is lehetséges. Új Norbi Update hormondiéta (2013)
- A nagy kalóriahazugság. Így gyilkol a szacharotoxikózis. Vádolom a finomított szénhidrátokat! (2015)

## Filmek
- Valami Amerika (2023)

## Külső hivatkozások
- A Norbi Update honlapja Archiválva 2009. szeptember 1-i dátummal a Wayback Machine-ben
- Sztárlexikon
- Profilja a Nők Lapja Café oldalán
- Az egészségbiznisz mestere – Hetek, 2006. augusztus 25.
- Átkozott szénhidrát Archiválva 2017. március 16-i dátummal a Wayback Machine-ben – Magyar Nemzet, 2017. február 26.
- Alkotói adatlapja Moly.hu